# Historia de TransMilenio
TransMilenio es un sistema de transporte de tipo BRT, que hace parte del sistema de transporte masivo de Bogotá y Soacha cuya entidad gestora es la Empresa de Transporte del Tercer Milenio S.A.
Su construcción se inició en noviembre de 1999 y fue inaugurado el 4 de diciembre de 2000. Entró en operación comercial el 18 del mismo mes con las troncales (líneas) de la avenida Caracas (hasta la avenida de los Comuneros) y la calle 80. Desde entonces se han abierto nuevas troncales. Forma parte del SITP, junto con los servicios urbano, complementario y especial, que circulan por los barrios y vías principales de la ciudad.

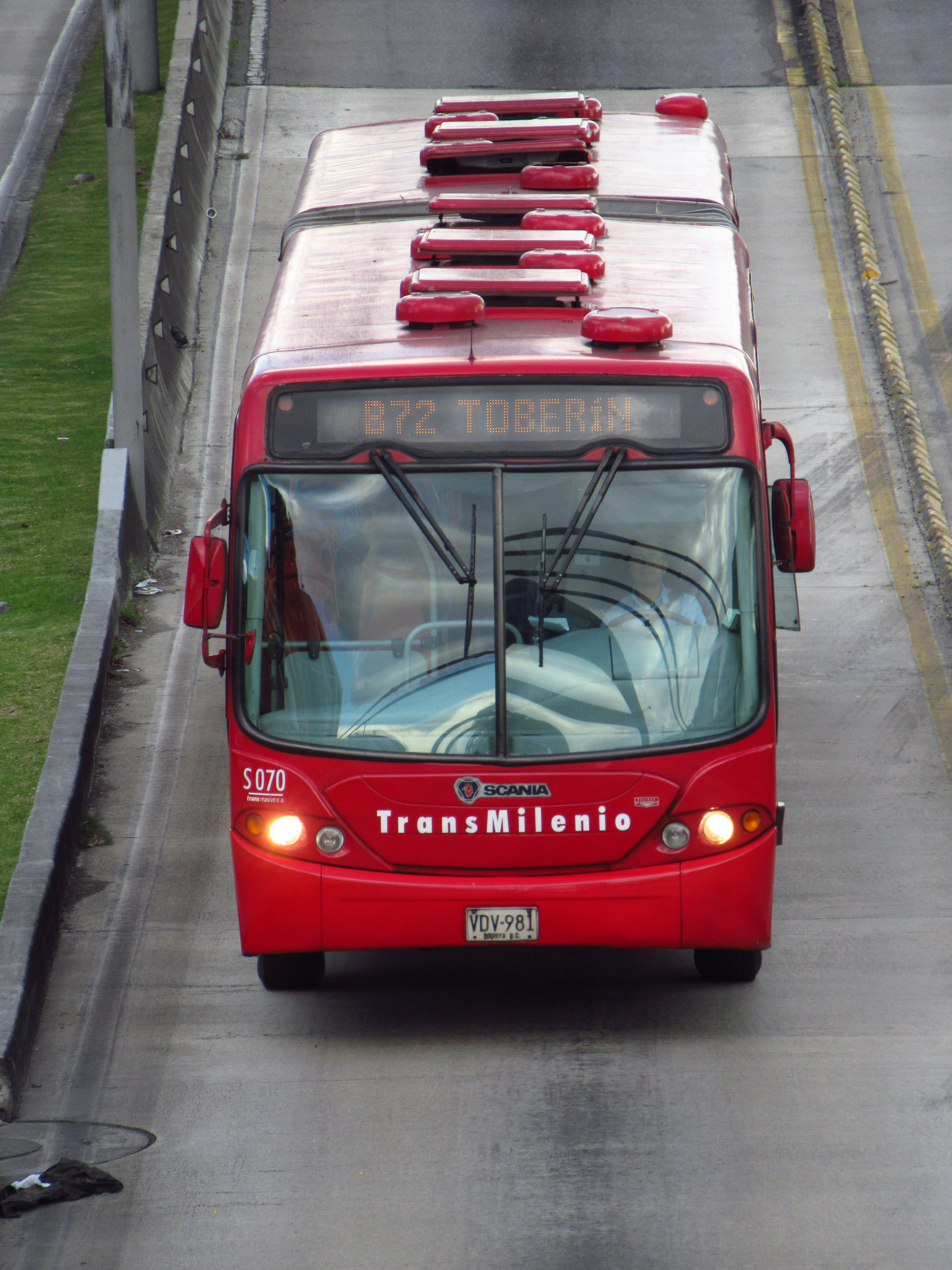
Artículado típico de la Fase II

## Antecedentes

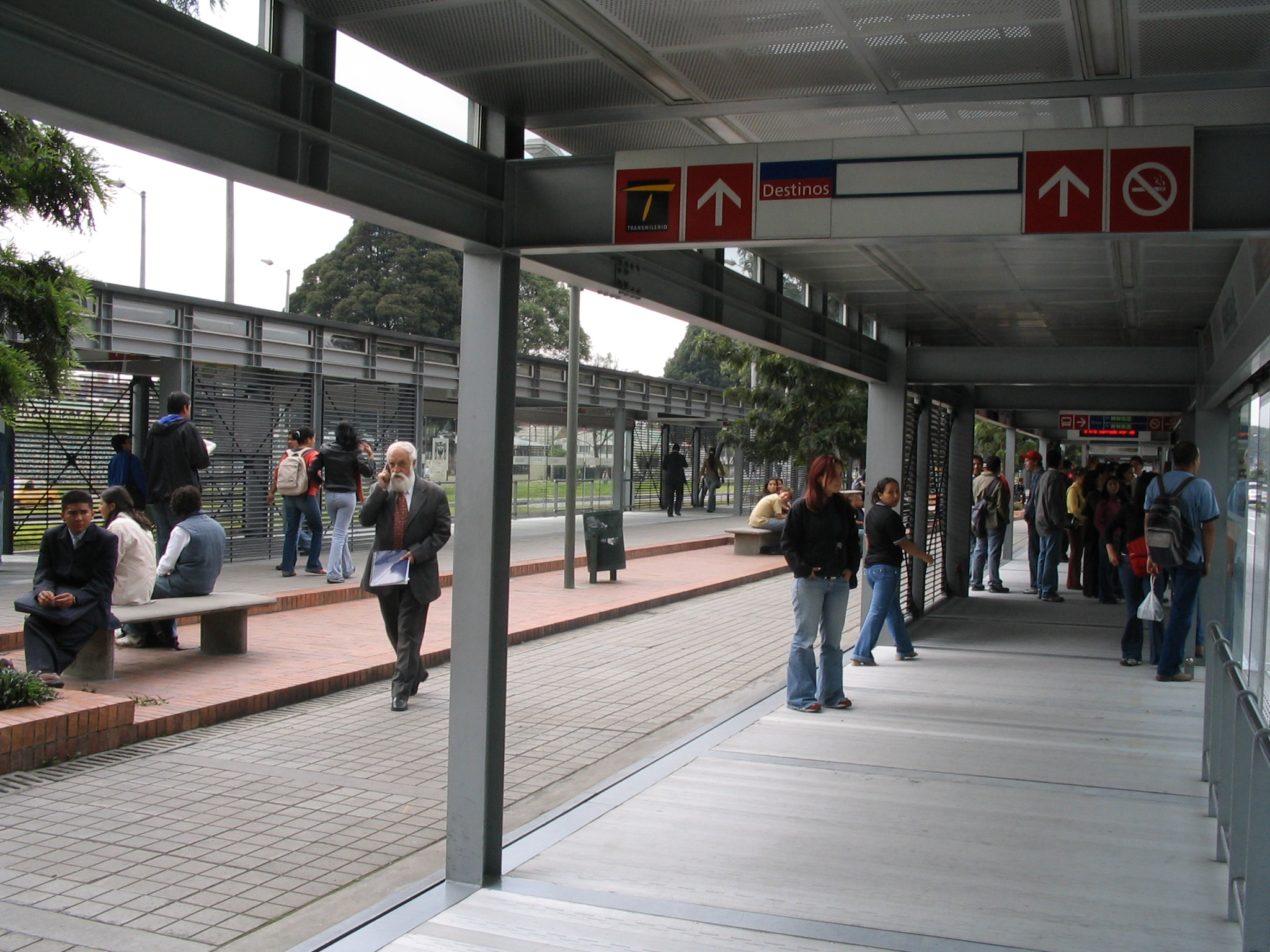
Estación Los Héroes, aspecto interior

En la década de los años 1990, Bogotá afrontaba muchos problemas con su transporte público urbano. Los antiguos buses eran en su mayoría pequeños (máximo 60 pasajeros), antiguos (de máximo 20 años, algunos repotenciados de acuerdo a la normatividad de la época) y con muy poca exclusividad de vías frente al tráfico mixto para una ciudad que se acercaba a los siete millones.
Así el 4 de febrero de 1999 se decide crear el Sistema de Transporte Masivo del Tercer Milenio -TransMilenio-. Para lograr una adecuada estructuración del proyecto, que fuera exitoso y acorde con las necesidades locales, el gobierno distrital se apoyó en consultores de gran experiencia. Para la gerencia del proyecto contrató a la firma de consultoría internacional McKinsey y para la estructuración financiera a la firma de banca de inversión Capitalcorp S.A. Con la inversión financiada con un porcentaje de la sobretasa a los combustibles y los aportes del Distrito Capital y el Gobierno Nacional, se pudo dar inicio a este servicio.  La construcción de la infraestructura y del sistema vial, y el mantenimiento de estos, los desarrolla el Instituto de Desarrollo Urbano de la ciudad (IDU). 
Si bien el sistema se basó en la Rede Integrada de Transporte de la ciudad de Curitiba, se consideró innovador ya que a diferencia del sistema brasileño, en Bogotá se implementaron la puertas de accesos de pasajeros en el costado izquierdo de los buses, permitiendo que una sola estación operara en dos sentidos, así que si un pasajero se pasa sin querer de su estación de destino, puede tomar luego un bus en sentido contrario para devolverse, sin necesidad de pagar un pasaje adicional; además de estaciones con rampas de acceso y un gran uso de los puentes peatonales (muy tradicionales en la ciudad). En Curitiba, cada estación cubre un sentido y sus accesos no son con rampas sino con escaleras y plataformas eléctricas levadizas.

## Fases y Licitaciones

### Fase I

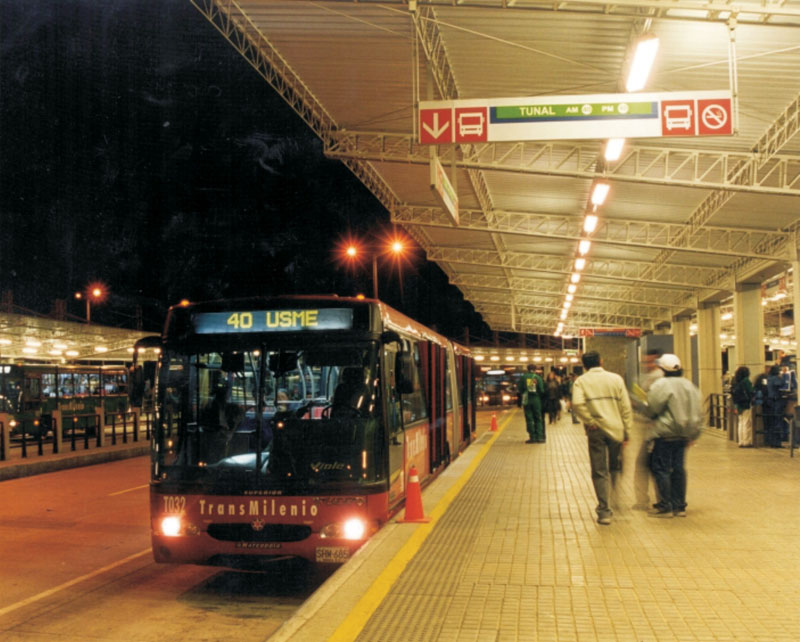
Portal 80 en los años 2000

En sus primeros días de prueba, el 18 de diciembre de 2000, TransMilenio inició principalmente la operación de manera gratuita con 21 estaciones de las cuales estaban comprendidas toda la troncal Calle 80 entre la estación de Cabecera de la Calle 80 hasta la estación sencilla Polo - FINCOMERCIO, incluyendo las estaciones intermedias Avenida Ciudad de Cali y Carrera 77, y las troncal de la Avenida Caracas con las estaciones: Tercer Milenio, Avenida Jiménez, Calle 19, Calle 26, Calle 45 - American School Way, Calle 57 y Flores - Areandina.
El 26 de diciembre de 2000, se habilitaron más estaciones de la troncal Avenida Caracas, las cuales fueron: Calle 22, Calle 34 - Fondo Nacional de Garantías (antiguamente Profamilia), Avenida 39, Marly, Calle 72 y Calle 76 - San Felipe.
El 14 de febrero de 2001, entró la última estación pendiente de la troncal Avenida Caracas, Calle 63, quedando todo el tramo habilitado en su totalidad.
En el segundo trimestre del año 2001, en el mes de abril, el sistema TransMilenio comenzó a extenderse hacia el sur hasta la estación Restrepo y Olaya, más tarde el 12 de mayo de 2001 el servicio se extiende con la tercera troncal de la Autopista Norte desde la estación Héroes, la que funcionó durante un tiempo como fin de la línea hacia el norte. El 23 de junio de ese mismo año la troncal de la Avenida Caracas sur se extendió hasta la estación Molinos culminando el 6 de agosto con la puesta en marcha de la segunda cabecera del sistema conocida como el Portal Usme y la extensión de la troncal  Autopista Norte con la puesta en marcha de las estaciones: Virrey, Calle 100 - Marketmedios, Pepe Sierra, Calle 127, Alcalá - Colegio Santo Tomás Dominicos, Calle 146, Mazurén y Toberín - Foundever. 
El 18 de agosto de 2001 se habilitaron más estaciones de la troncal  Autopista Norte: Calle 85 - Gato Dumas, Calle 106, Calle 142 y Calle 161 (antiguamente Cardio Infantil). El 25 de agosto de 2001 se habilita la penúltima estación pendiente de la troncal, Prado.
En el año 2002, el 2 de febrero, se inaugura la tercera cabecera conocida como el Portal Norte, y el 16 de febrero entra en operación el ramal del Tunal con las estaciones Parque, Biblioteca y la cuarta cabecera conocida como el Portal Tunal. En el segundo semestre de ese mismo año, en junio, se extendió el sistema a partir de la línea de la Caracas por la Avenida Jiménez hasta la estación Museo del Oro, y llegando al Centro Histórico de la ciudad con la estación Las Aguas - Centro Colombo Americano en diciembre, finalizando así la primera fase del sistema.
Se adjudica por concesión a 12 años (originalmente) la operación de los vehículos así:
| Operador                             | Patio                  | Fecha de Iniciación     | Fecha de Terminación     |
| ------------------------------------ | ---------------------- | ----------------------- | ------------------------ |
| S.I.T.M. S.A. Ciudad Móvil (Serie A) | Portal Autopista Norte | 18 de diciembre de 2000 | 30 de septiembre de 2019 |
| Express Del Futuro (Serie M)         | Portal Calle 80        | 18 de diciembre de 2000 | 15 de junio de 2019      |
| SI99 S.A. (Serie U)                  | Portal Usme            | 18 de diciembre de 2000 | 30 de junio de 2019      |
| Metrobús (Serie T)                   | Portal Tunal           | 26 de enero de 2001     | 15 de junio de 2019      |

| Operador                             | Patio                  | Fecha de Iniciación     | Fecha de Terminación     |
| ------------------------------------ | ---------------------- | ----------------------- | ------------------------ |
| S.I.T.M. S.A. Ciudad Móvil (Serie A) | Portal Autopista Norte | 18 de diciembre de 2000 | 30 de septiembre de 2019 |
| Express Del Futuro (Serie M)         | Portal Calle 80        | 18 de diciembre de 2000 | 15 de junio de 2019      |
| SI99 S.A. (Serie U)                  | Portal Usme            | 18 de diciembre de 2000 | 30 de junio de 2019      |
| Metrobús (Serie T)                   | Portal Tunal           | 26 de enero de 2001     | 15 de junio de 2019      |

Los Vehículos Alimentadores para los Portales Fase I fueron adjudicados originalmente así:
| Operador         | Estación (es)         |
| ---------------- | --------------------- |
| Codatermil       | Portal Usme y Molinos |
| Sidauto S.A.     | Granja – Carrera 77   |
| U.T. Uribe Uribe | Calle 40 Sur          |
| Sidauto S.A.     | Portal 80             |
| Alcon            | Portal Tunal          |
| Al Norte         | Portal Norte          |

| Operador         | Estación (es)         |
| ---------------- | --------------------- |
| Codatermil       | Portal Usme y Molinos |
| Sidauto S.A.     | Granja – Carrera 77   |
| U.T. Uribe Uribe | Calle 40 Sur          |
| Sidauto S.A.     | Portal 80             |
| Alcon            | Portal Tunal          |
| Al Norte         | Portal Norte          |

### Fase II

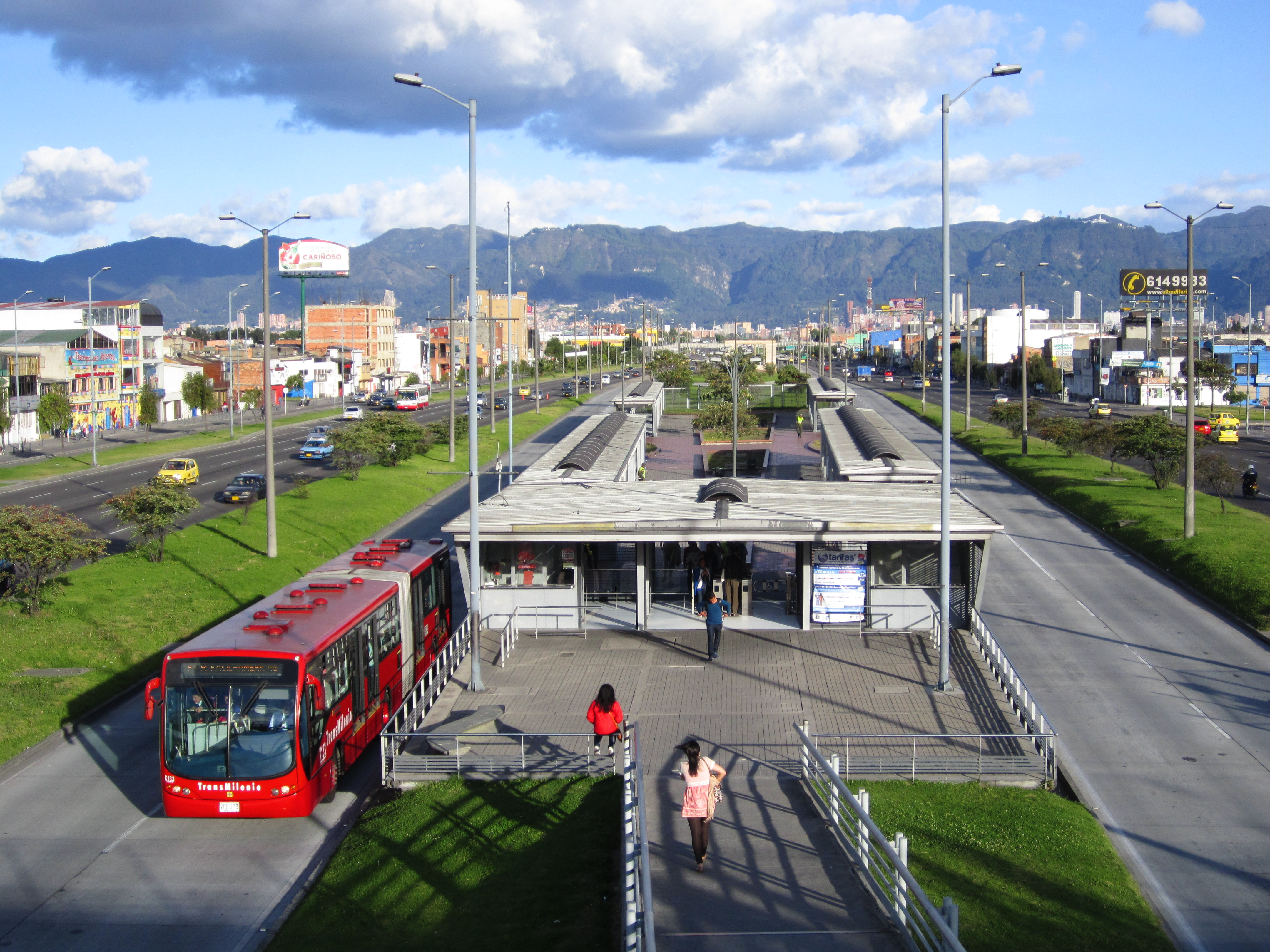
Américas - Avenida Boyacá en la Troncal Américas.

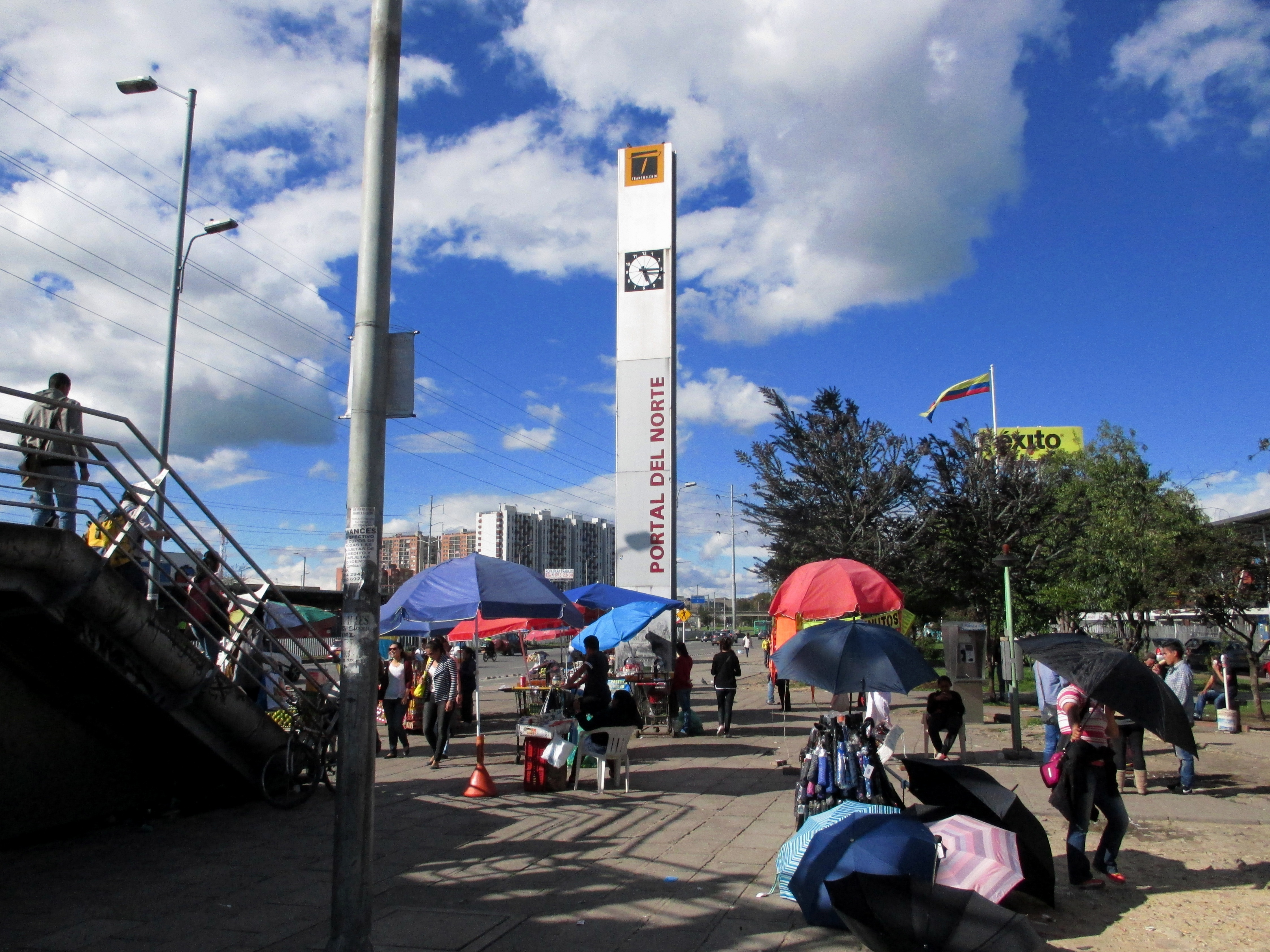
Estación Portal Norte.

En 2002 se extendió el sistema a partir de la línea de la Caracas por la Avenida Jiménez, y llegó al Centro Histórico de la ciudad, con lo que finalizó la fase I proyectada del sistema y se dio inicio a la construcción de la fase 2.
El 27 de diciembre de 2003 se dio al servicio la troncal de la Calle 13 y la de la Avenida de Las Américas, con el corredor vial hacia la localidad de Kennedy, y quedó integrado al ramal del Eje Ambiental. En 2003 y 2004 se inauguraron las estaciones del Portal Américas y Banderas, y llegó a uno de los sectores más populosos de la capital colombiana.
El 28 de abril de 2004 una máquina recicladora de asfalto cayó desde el carril norte-sur al sur-norte en el sector de Vidrio Muran, sobre un bus escolar del Colegio Agustiniano Norte, que se desplazaba en sentido contrario, aplastándolo y quitando la vida a 21 estudiantes en su interior. Por causa de este incidente la estación del sistema más cercana al sitio del accidente se llama 21 Ángeles.
El 1 de julio de 2005, luego de año y medio de obras, se entregó la tercera troncal de la fase II, la línea de sobre la Avenida NQS, que se desprende de la troncal Autopista Norte a la altura de la calle 92 para unir con la estación Santa Isabel, en la Autopista Sur con carrera 51 en unos 50 minutos. Esta troncal extendió a la estación General Santander el 15 de septiembre del mismo año.
A partir del 13 de febrero de 2006, se dio al servicio el conector de la calle 80 con Autopista Norte, ya que durante la construcción de las troncales, el antiguo conector fue sellado y cubierto con grama y secciones de andén. Sin embargo, luego de varios años de trabajo que permitió construir de nuevo el conector, este no fue usado hasta la fecha citada por problemas de diseño.
Así, los articulados pueden desplazarse del occidente al norte y viceversa, evitando a los pasajeros tener que hacer un trasbordo en las estaciones Calle 76 - San Felipe y Calle 72, lo que logró descongestionar dichas estaciones.
El servicio con el que se inició era el expreso 140. Sin embargo debido a problemas de diseño que podían causar una elevada accidentalidad, el conector fue reconstruido en el año 2008
Fue dado al servicio nuevamente en enero de 2009, contando con un nuevo puente vehicular que segrega la calzada de los buses articulados del resto del tráfico, y la ampliación del túnel existente (para empalmar con el puente).
El tramo de la troncal de la avenida NQS, de la Escuela General Santander al Portal Sur - JFK Cooperativa Financiera, ubicado cerca al cementerio El Apogeo, entró en operación el 15 de abril de 2006, con los nuevos servicios expresos 150 y 160 y la extensión del servicio corriente 5.
La troncal de la avenida Suba fue puesta en servicio el 29 de abril de 2006 después de varios meses de demora en puntos claves de la troncal como lo son el intercambiador Suba-NQS-Calle 80 y el Alto de la Virgen.
Se adjudica por concesión a 12 años (originalmente) la operación de los vehículos como se indica en la tabla. Así mismo los operadores deben asumir los costos de limpieza y seguridad privada en las estaciones de la fase II:
| Operador                       | Patio                                   | Fecha de Terminación    |
| ------------------------------ | --------------------------------------- | ----------------------- |
| Transmasivo S.A (Serie S)      | Portal Suba                             | 15 de enero de 2020     |
| Somos K S.A. (Serie K)         | Portal Américas                         | 29 de febrero de 2020   |
| Connexion Móvil S.A. (Serie B) | Portal Sur - JFK Cooperativa Financiera | 29 de diciembre de 2023 |

| Operador                       | Patio                                   | Fecha de Terminación    |
| ------------------------------ | --------------------------------------- | ----------------------- |
| Transmasivo S.A (Serie S)      | Portal Suba                             | 15 de enero de 2020     |
| Somos K S.A. (Serie K)         | Portal Américas                         | 29 de febrero de 2020   |
| Connexion Móvil S.A. (Serie B) | Portal Sur - JFK Cooperativa Financiera | 29 de diciembre de 2023 |

Los Vehículos Alimentadores para los Portales Fase II fueron adjudicados así:
| Operador                        | Patio                                   | Fecha de Terminación |
| ------------------------------- | --------------------------------------- | -------------------- |
| Unión Temporal Alcapital Fase 2 | Portal Suba                             | 2021                 |
| Etma                            | Portal Américas                         | 2014                 |
| Si03                            | Portal Sur - JFK Cooperativa Financiera | 2014                 |

| Operador                        | Patio                                   | Fecha de Terminación |
| ------------------------------- | --------------------------------------- | -------------------- |
| Unión Temporal Alcapital Fase 2 | Portal Suba                             | 2021                 |
| Etma                            | Portal Américas                         | 2014                 |
| Si03                            | Portal Sur - JFK Cooperativa Financiera | 2014                 |

### Fase III

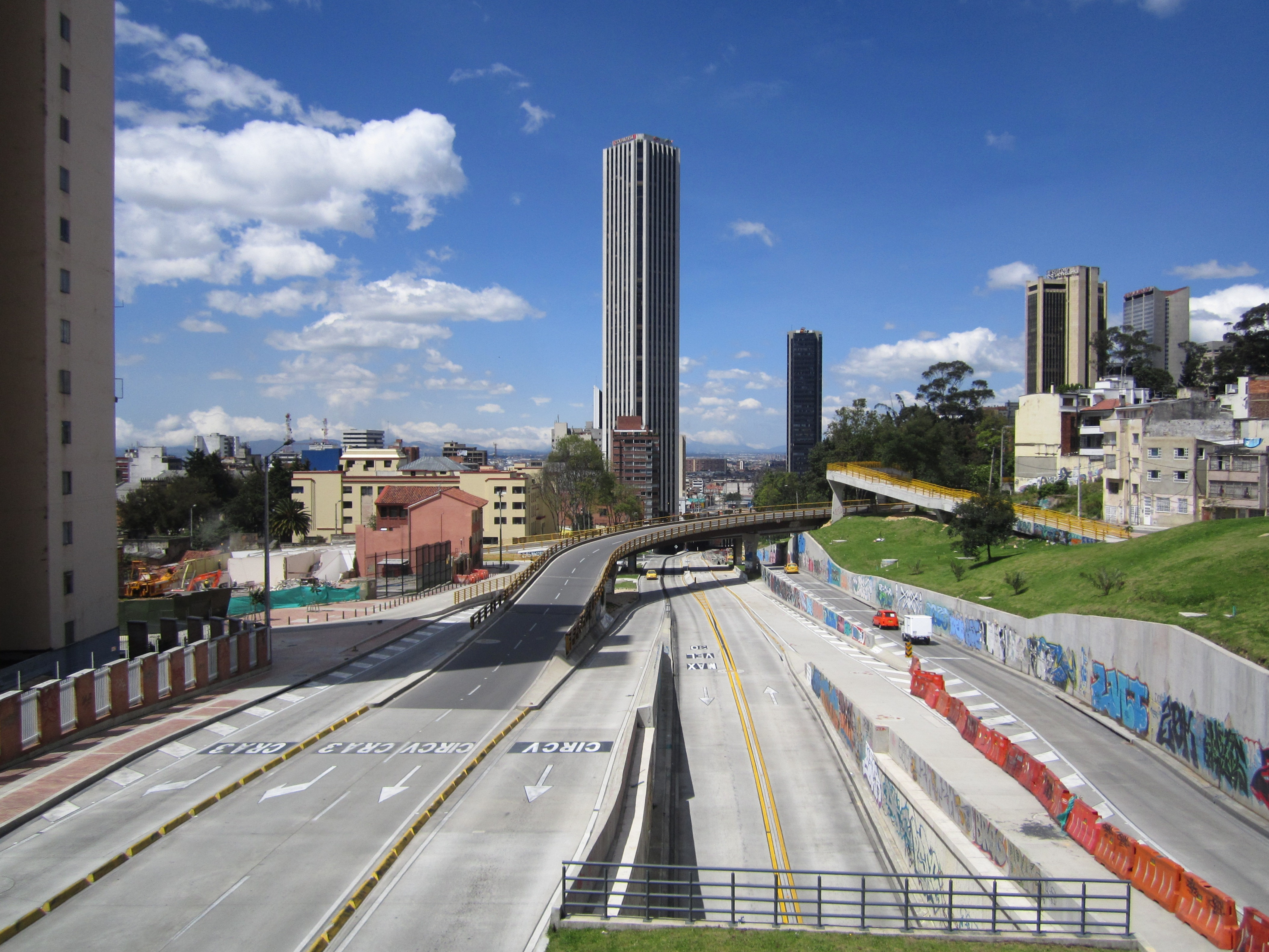
Zona oriental de la troncal de la avenida Eldorado.

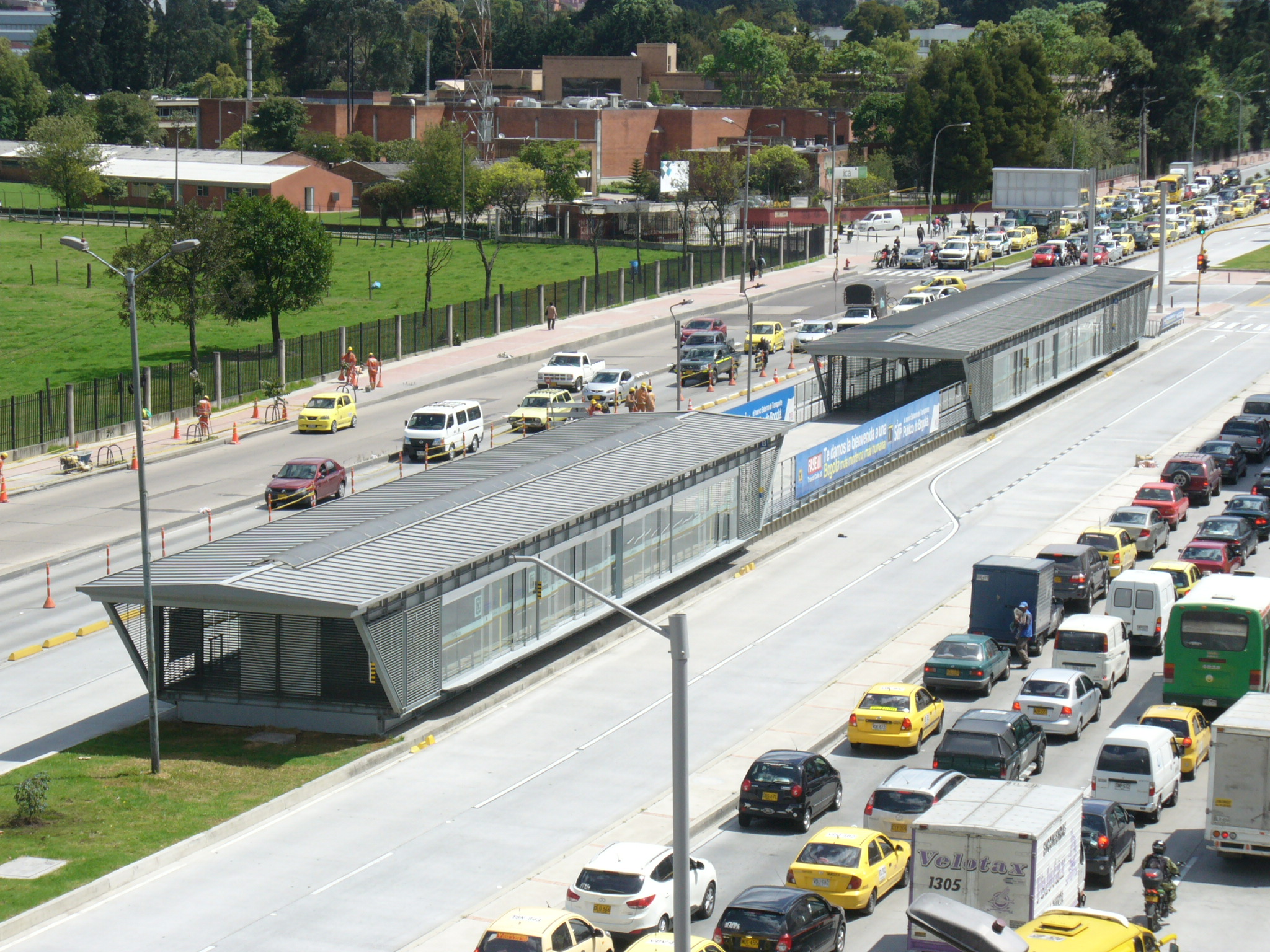
Corferias en la Avenida Eldorado.

En el 2012, se inauguró la Troncal Calle 26 (Avenida El Dorado), con la puesta en funcionamiento del Portal Eldorado - Centro Comercial Nuestro Bogotá y la estación Gobernación en su primera etapa. Luego, en octubre se puso en servicio la totalidad de las estaciones de la calle 26 y la carrera Décima.
En octubre de 2013 se anunció el inicio de operación de los buses duales (los cuales transitan tanto por carriles exclusivos como en tráfico normal) por la carrera Séptima, estos buses se detienen en los paraderos del carril exclusivo de la carrera décima hasta llegar a la estación subterránea de la estación Museo Nacional - FNG donde finaliza el carril exclusivo.
El 27 de diciembre de 2013, tras 7 años de construcción, se inauguraron cuatro estaciones en el municipio de Soacha al sur de la ciudad de Bogotá entre La Despensa y San Mateo - Centro Comercial Unisur, estas estaciones forman parte de la primera fase de construcción del sistema de transporte en el municipio de las tres proyectadas.
Ante la gran demanda y la rápida saturación que sufrió el servicio en el municipio, a solo tres meses de ser inaugurado, se hizo necesaria en marzo del 2015 la ampliación de las estaciones exceptuando la de la Despensa, adecuandolas para la operación de biarticulados. Simultáneamente para lograr la implementación del servicio de alimentadores fue necesaria la construcción de la estación integrada de San Mateo. La obra fue finalizada en diciembre del 2014 pero debido a desacuerdos entre TransMilenio y la alcaldía de Soacha no fue puesta en funcionamiento hasta 2016.
Se adjudica por concesión a 24 años (con renovación de la flota a la mitad del contrato) la operación de los vehículos así:
| Operador                         | Patio                             |
| -------------------------------- | --------------------------------- |
| Consorcio Express (Series D y N) | Portal 20 de Julio (San Cristóbal |
| GMóvil (Serie E)                 | Portal Engativa                   |

| Operador                         | Patio                             |
| -------------------------------- | --------------------------------- |
| Consorcio Express (Series D y N) | Portal 20 de Julio (San Cristóbal |
| GMóvil (Serie E)                 | Portal Engativa                   |

El portal de Fontibón es adjudicado al operador Coobus, pero tal empresa solo pudo operar algunos meses y su contrato finalmente fue caducado por TransMilenio.
Se adjudica por concesión a 24 años (con renovación de la flota a la mitad del contrato) la operación de los Vehículos Alimentadores así:
| Operador           | Estación (es)                                                |
| ------------------ | ------------------------------------------------------------ |
| GMóvil (Engativá), | Engativa (Portal Eldorado - Centro Comercial Nuestro Bogotá) |
| Consorcio Express  | Portal 20 de Julio (San Cristóbal)                           |

| Operador           | Estación (es)                                                |
| ------------------ | ------------------------------------------------------------ |
| GMóvil (Engativá), | Engativa (Portal Eldorado - Centro Comercial Nuestro Bogotá) |
| Consorcio Express  | Portal 20 de Julio (San Cristóbal)                           |

La Alimentación de Fontibón en el Portal Eldorado - Centro Comercial Nuestro Bogotá que debía ser operada también por Coobus, y dado que su contrato le fue caducado,  es operada por  GMóvil, Consorcio Express, Masivo Capital y Este es mi Bus.

### 2012 Renovación flota alimentadora fase I y II
Transmilenio adjudica para contratos de 24 años (2012-2036) junto con la adjudicación del Componente Urbano (buses Zonales), la renovación de la flota de alimentación así:
| Operador                           | Estación (es)         |
| ---------------------------------- | --------------------- |
| Tranzit                            | Portal Usme y Molinos |
| Este es mi Bus y Gmóvil            | Granja – Carrera 77   |
| Tranzit y Suma                     | Calle 40 Sur          |
| Este es mi Bus y Egobus            | Portal 80             |
| Suma                               | Portal Tunal          |
| Consorcio Express y Masivo Capital | Portal Norte          |

| Operador                           | Estación (es)         |
| ---------------------------------- | --------------------- |
| Tranzit                            | Portal Usme y Molinos |
| Este es mi Bus y Gmóvil            | Granja – Carrera 77   |
| Tranzit y Suma                     | Calle 40 Sur          |
| Este es mi Bus y Egobus            | Portal 80             |
| Suma                               | Portal Tunal          |
| Consorcio Express y Masivo Capital | Portal Norte          |

| Operador                        | Estación (es)                                               |
| ------------------------------- | ----------------------------------------------------------- |
| Masivo Capital y ETIB           | Portal Américas                                             |
| Masivo Capital y Este Es Mi Bus | Banderas                                                    |
| ETIB y Egobus                   | Portal Sur - JFK Cooperativa Financiera y General Santander |
| Egobus                          | Portal Suba                                                 |

| Operador                        | Estación (es)                                               |
| ------------------------------- | ----------------------------------------------------------- |
| Masivo Capital y ETIB           | Portal Américas                                             |
| Masivo Capital y Este Es Mi Bus | Banderas                                                    |
| ETIB y Egobus                   | Portal Sur - JFK Cooperativa Financiera y General Santander |
| Egobus                          | Portal Suba                                                 |

La alimentación al Portal de Suba que fue adjudicada a la empresa Egobus, la cual no pudo implementar tal operación y fue finalmente caducada por TransMilenio, por lo que continúa siendo operada por Unión Temporal Alcapital Fase 2 hasta la entrada en operación de la unidad funcional del portal de Suba en 2020
La alimentación al Portal Sur del barrio Perdomo que fue adjudicada a Egobus, también es operada por Etib temporalmente, sin embargo en 2019 al ser declarada desierta la adjudicación de la unidad Funcional 3 Perdomo, en 2019 tal operación es adicionada al operador Etib con la obligación de operarla con vehículos eléctricos a partir de 2020
La alimentación efectuada por tranzit hasta el 2019, año en que entra en liquidación, es asumida temporalmente por los operadores Consorcio Express, Masivo Capital, Este es mi Bus, ETIB, Gmóvil y Suma

## Unidades Funcionales Alimentación Zonas Perdomo, Usme, Suba Centro, Fontibón
En el año 2019 Transmilenio ofrece la operación de unidades funcionales mucho más pequeñas que los operaciones de las extintas Coobus, Egobus, y tranzit, adjudicando las siguientes zonas de Alimentación, las cuales deben entrar en operación en el 2020:
| Operador                      | Estación (es)         |
| ----------------------------- | --------------------- |
| E-Somos                       | Portal Usme y Molinos |
| E-Somos (compartido con Suma) | Calle 40 Sur          |

| Operador                      | Estación (es)         |
| ----------------------------- | --------------------- |
| E-Somos                       | Portal Usme y Molinos |
| E-Somos (compartido con Suma) | Calle 40 Sur          |

| Operador                 | Estación (es)                                     |
| ------------------------ | ------------------------------------------------- |
| Gran Americas Fontibón 1 | Portal Eldorado - Centro Comercial Nuestro Bogotá |

| Operador                 | Estación (es)                                     |
| ------------------------ | ------------------------------------------------- |
| Gran Americas Fontibón 1 | Portal Eldorado - Centro Comercial Nuestro Bogotá |

| Operador       | Estación (es)                                          |
| -------------- | ------------------------------------------------------ |
| ETIB           | Portal Sur - JFK Cooperativa Financiera(Rutas Perdomo) |
| Este es mi Bus | Portal Suba                                            |

| Operador       | Estación (es)                                          |
| -------------- | ------------------------------------------------------ |
| ETIB           | Portal Sur - JFK Cooperativa Financiera(Rutas Perdomo) |
| Este es mi Bus | Portal Suba                                            |

### Renovación flota Fase I y Fase II (Excepto Portal Sur)
Durante el año 2018 se efectua la licitación para renovar la flota de las fases I y II, excepto el Portal Sur cuyo contrato fue extendido hasta el año 2023 por TransMilenio. Los vehículos nuevos llegan entre el 2019 y 2020 siendo 741 con nueva tecnología a gas natural Euro VI y 700 buses diésel Euro V con filtro.
- Buses articulados y biarticulados

| Operador                          | Troncal             |
| --------------------------------- | ------------------- |
| SI18 Norte S.A.S. (Serie A)       | Autopista Norte     |
| SI18 Calle 80 S.A.S. (Serie M)    | Calle 80            |
| Somos U S.A.S. (Serie U)          | Avenida Caracas-Sur |
| BMO S.A.S. Bogotá Móvil (Serie T) | Ramal del Tunal     |

| Operador                          | Troncal             |
| --------------------------------- | ------------------- |
| SI18 Norte S.A.S. (Serie A)       | Autopista Norte     |
| SI18 Calle 80 S.A.S. (Serie M)    | Calle 80            |
| Somos U S.A.S. (Serie U)          | Avenida Caracas-Sur |
| BMO S.A.S. Bogotá Móvil (Serie T) | Ramal del Tunal     |

| Operador                    | Troncal      |
| --------------------------- | ------------ |
| Capitalbus S.A.S. (Serie K) | Américas     |
| SI18 Suba S.A.S. (Serie S)  | Avenida Suba |

| Operador                    | Troncal      |
| --------------------------- | ------------ |
| Capitalbus S.A.S. (Serie K) | Américas     |
| SI18 Suba S.A.S. (Serie S)  | Avenida Suba |

#### Calle Sexta

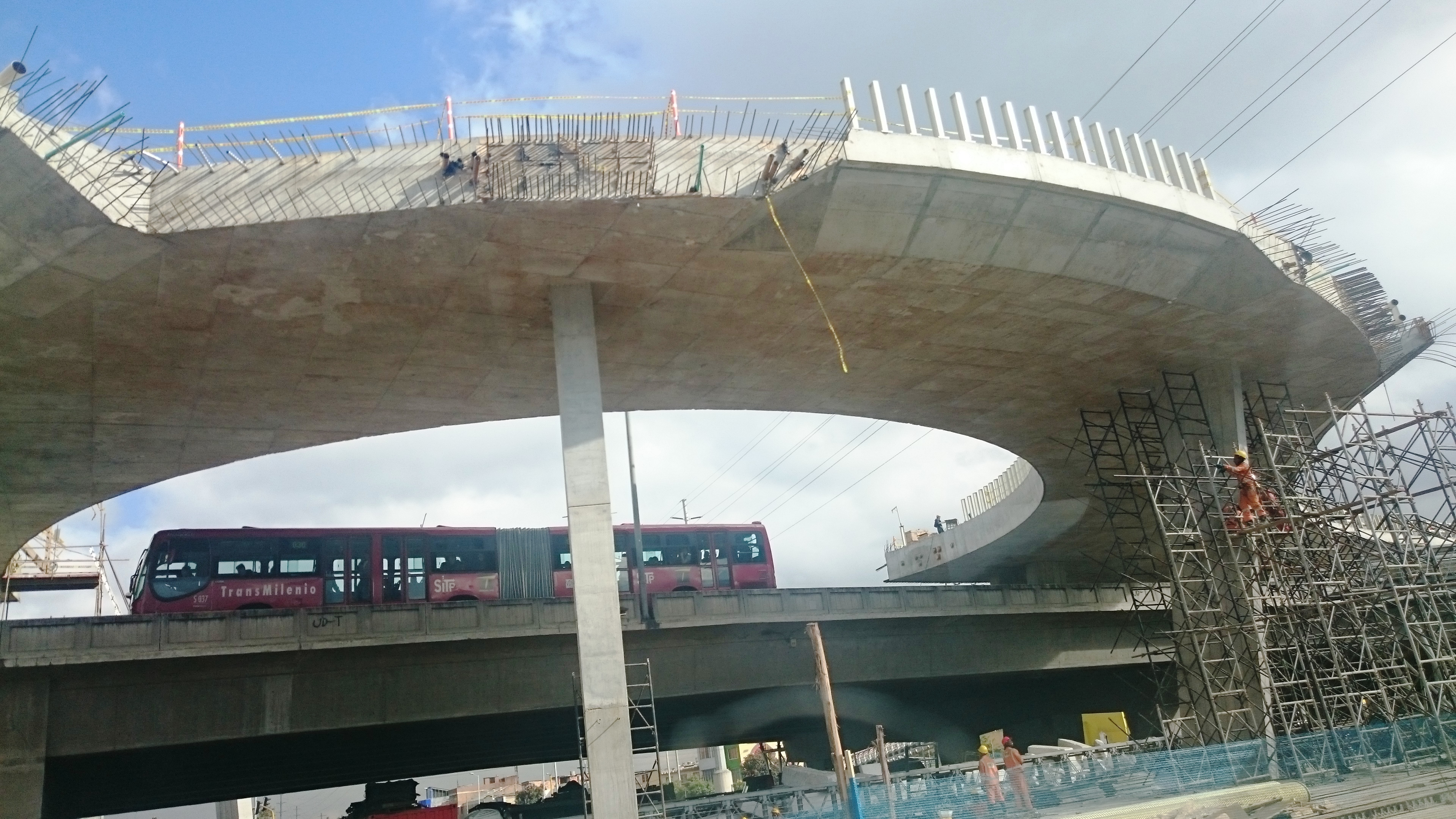
Construcción del intercambiador de la Calle Sexta con Avenida NQS.

El 16 de octubre de 2012 inició la construcción del ramal de la Calle Sexta para conectar la troncal de TransMilenio de la avenida Caracas con la troncal de la Carrera 30. Sobre la Calle Sexta se construyeron dos estaciones y en la intersección de las dos avenidas se construyó una glorieta elevada para uso exclusivo del sistema.
El 23 de junio de 2015 se entregaron las obras civiles del intercambiador vial de la NQS con calle Sexta y el 24 de agosto del mismo año se puso en funcionamiento. Es la primera obra civil de este tipo en el país. La obra consistió en la adecuación de un corredor de 1,6 kilómetros entre la troncal Caracas y la NQS al sistema TransMilenio. El proyecto costó $133.418 millones de pesos y 3 años de ejecución.

## Evolución de los buses

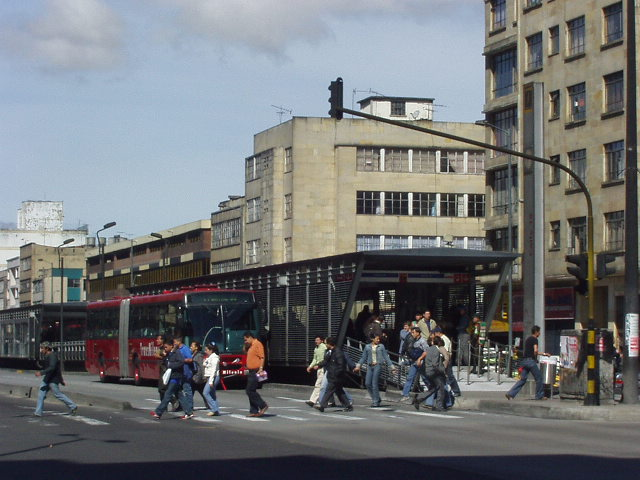
Estación de la Calle 19 (julio de 2004). Se puede ver la estación y uno de los autobuses rojos

### Chatarrización
Con el sistema TransMilenio se ha podido realizar el proceso de "chatarrización" (sacar de circulación y convertir en chatarra) de los autobuses antiguos que llevan hasta 20 años de servicio. Se estima que por la prestación del servicio de un solo bus articulado, hay que chatarrizar 8 de los autobuses obsoletos, lo que representa un beneficio para la ciudad en cuanto a la reducción del tráfico y la contaminación existentes.

### Articulados diésel
Los autobuses para la fase I del sistema fueron de una articulación con exigencia ambiental Euro II impulsados por motores diésel, de los fabricantes la sueca Volvo y la alemana Mercedes-Benz, Con una capacidad para 148 personas, se configuraron para tener un par de sillas a cada costado, y un pasillo ancho, asimo como un espacio para poner una silla de ruedas, un pequeño porcentaje de las sillas al interior del autobús son de color azul, lo cual indica que son prioritarias para mujeres embarazadas o con niños de brazos, discapacitados y personas de la tercera edad.
En la Fase II la configuración de los vehículos se mantuvo, sin embargo TransMilenio promovió el uso de buses diésel Euro III, tecnología que en ese momento era la mínima aceptada en Europa. Tales vehículos solo fueron ofertados por el operador Transmasivo S.A. que compró buses Scania Euro III, siendo así el tercer fabricante de buses en operar el sistema. Los demás operadores continuaron con la oferta de vehículos diésel EURO II.

### Biarticulados diésel
Posteriormente TransMilenio efectuó negociaciones con algunos operadores para traer vehículos biarticulados, los cuales trajeron la misma configuración de sillas anterior pero con mayor capacidad dados los tres cuerpos del vehículo.
En la Fase III los vehículos del sistema continuaron siendo de diésel, pero con estándar Euro IV o Euro V, en tipologías biarticulado y articulado.

### Contaminación del aire
El sistema TransMilenio usó hasta el año 2019 prácticamente solo combustible diésel, aunque menos contaminantes que el de los buses y microbuses tradicionales del transporte colectivo dado que cumplían con normas desde Euro II a Euro IV, en todo caso este es considerado cancerígeno por la OMS.

### Primer Articulado Eléctrico
En el año 2017, ingresa un cuarto fabricante, BYD, con el bus S221 del operador Transmasivo S.A., siendo el primer bus de una articulación y de piso alto en operar en el mundo.
En el 2018 con la renovación de los buses de fase I y fase II, no fue adjudicado ningún patio con buses eléctricos, principalmente dado que aún no se había fabricado ningún prototipo de bus biarticulado eléctrico en el mundo, y que la mayoría de buses se solicitaban biarticulados.

### Primer Biarticulado a Gas
En el año 2018, se presentó en Bogotá el primer bus biarticulado a gas del mundo del fabricante sueco Scania, el cual entró a operar posteriormente con el operador Gmovil.

### Renovación buses Biarticulados y Articulados Gas Natural Euro VI y Diésel Euro V
La operación de los buses de fase 1 y fase 2, son renovados entre el 2019 y 2020 con buses con nueva tecnología Euro VI a gas natural y diésel Euro V con filtro, de los fabricantes suecos Volvo y Scania, excepto el operador Connexion Móvil que continuó hasta 2023.

## Recaudo y Tarjetas
| Empresa              | Etapa de Operación |
| -------------------- | ------------------ |
| Angelcom S.A         | 2000- 2015         |
| Recaudo Bogotá S.A.S | 2013- 2028         |

| Empresa              | Etapa de Operación |
| -------------------- | ------------------ |
| Angelcom S.A         | 2000- 2015         |
| Recaudo Bogotá S.A.S | 2013- 2028         |

Cuando se inició el uso del sistema, los usuarios debían presentar la tarjeta ante los validadores de los torniquetes, dos veces (al ingresar, y al salir en cuyo caso era retenida si quedaba sin saldo). Sin embargo, debido a que frecuentemente los usuarios perdían sus tarjetas durante el viaje, o a que varios usuarios usaban una misma tarjeta (cargada con varios pasajes) o un usuario con varias tarjetas las confundía (lo cual generaba problemas a momento de salir del sistema, debido a errores de lectura), se decidió cambiar la disposición y esquema de funcionamiento de los validadores y tarjetas, de forma que ahora solo es necesario presentar la tarjeta al ingresar al sistema (en cuyo caso, si el saldo era de un único viaje, el sistema la retiene).
Luego, el sistema funcionó con tarjetas de saldo fijo de uno, dos y diez viajes o más. Con la Tarjeta Capital se descontinuaron las tarjetas de uno y dos viajes. 

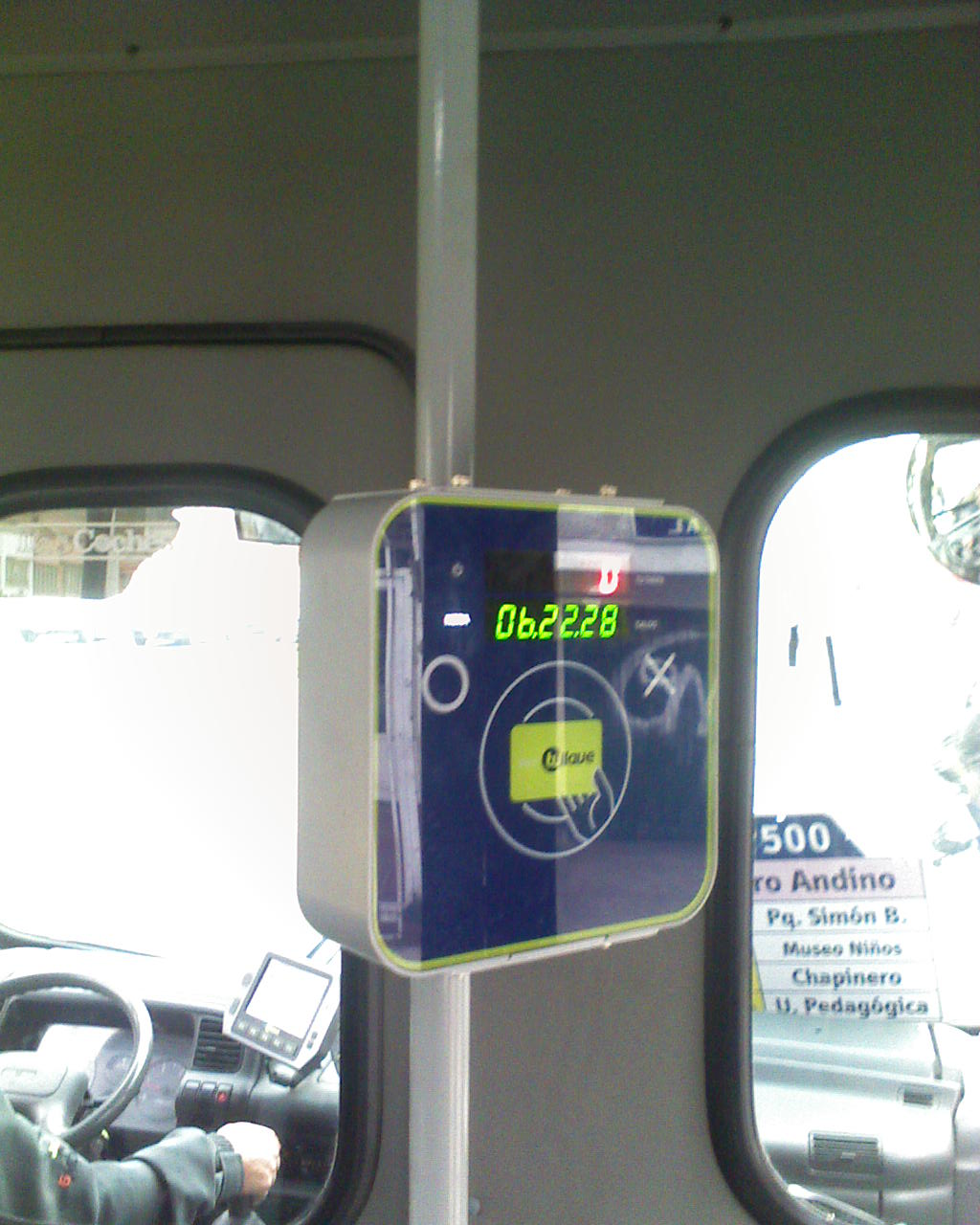
Validador para el pago con tarjeta en un bus urbano del SITP.

El SITP incluida la fase III de TransMilenio iniciaron su operación con una nueva tarjeta no compatible con el sistema existente de recaudo en Fases I y II. Finalmente, a finales de septiembre de 2013 se logran habilitar las estaciones de la fase III para que lean las tarjetas de la fase I y II, y paralelamente en dichas fases se empiezan a instalar torniquetes lectores de la tarjeta del SITP. Desde el 28 de noviembre de 2013 los buses del SITP pueden leer las tarjetas de la fase I y II. Finalmente, en 2015 se inició el cambio gradual del sistema de recaudo en las estaciones de Fases I y II, y desde septiembre del mismo año todas las estaciones del sistema y los buses zonales permiten el uso de todas las tarjetas, lo que permitió que el SITP estuviera totalmente integrado.
El 21 de diciembre de 2015, se logra completar el acceso a todas las estaciones , permitiendo un acceso al servicio más rápido, cómodo y seguro. El 31 de diciembre de 2018 deja de operar la tarjeta cliente Frecuente del sistema anterior

### Tarjetas y tiquetes descontinuados

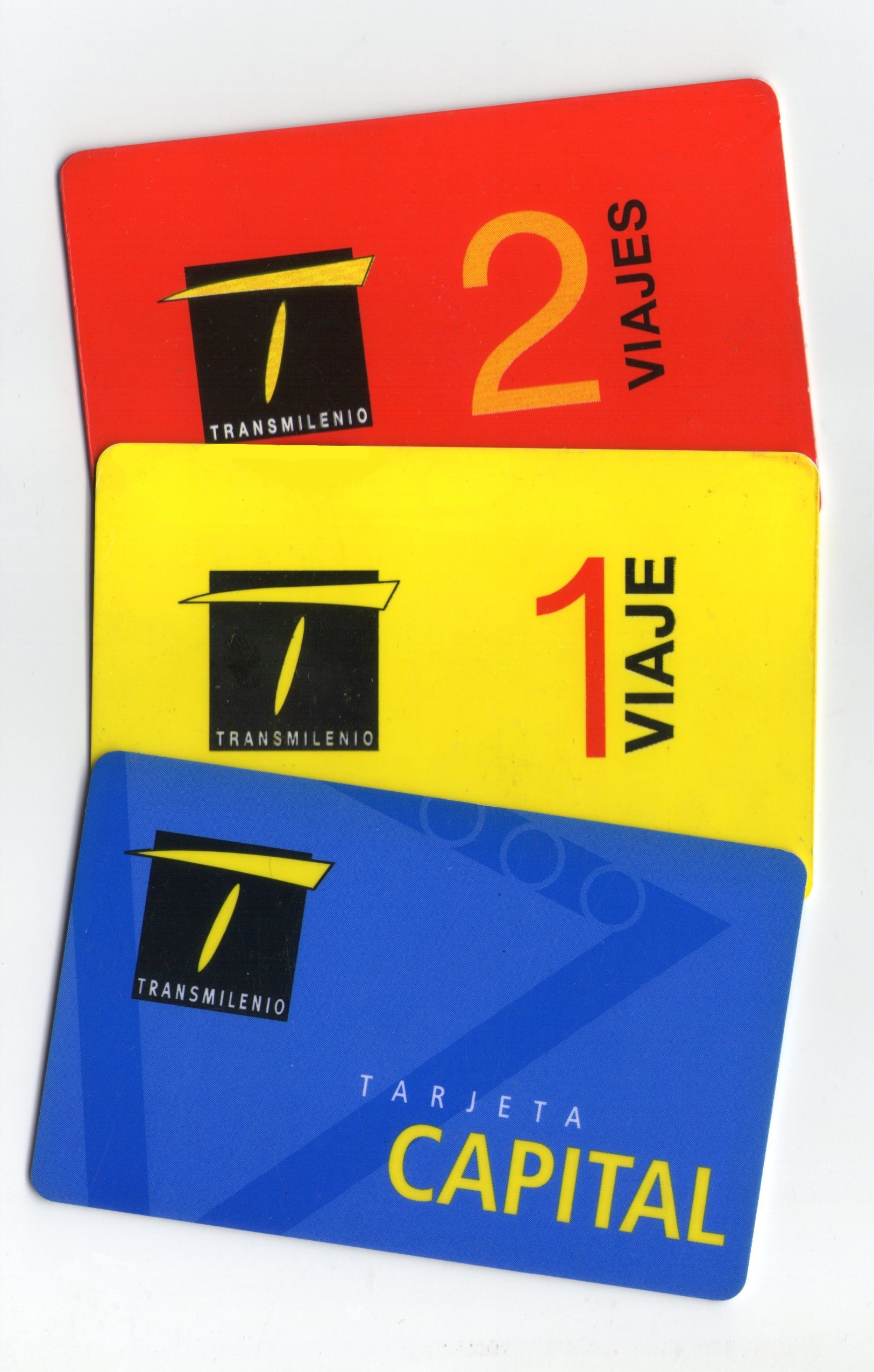
Tarjetas de la etapa de Angelcom

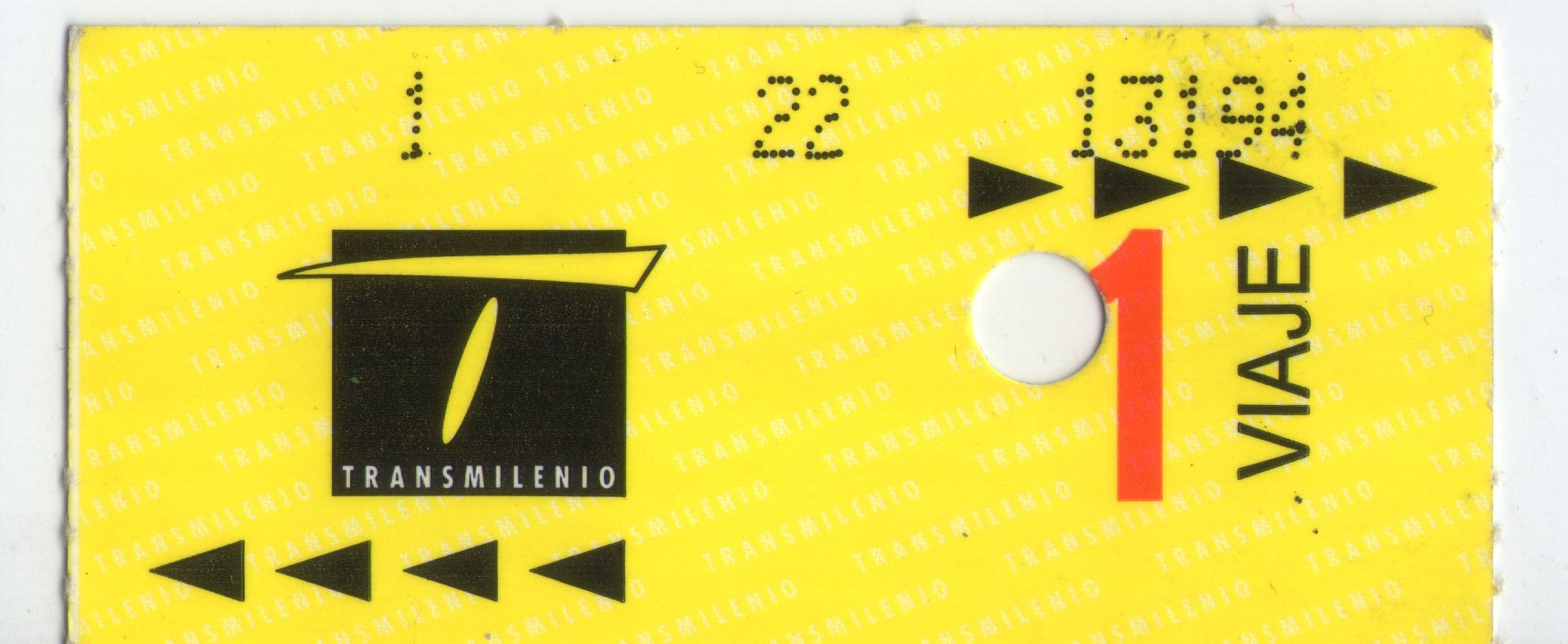
Pequeño tiquete de cartulina (3cm x 6.5cm) usado provisionalmente antes de las tarjetas plásticas.

- Tarjeta 1 Viaje: durante la etapa de Angelcom, un tiquete de cartulina, al igual que la tarjeta 1 viaje, podía ser usado solo una vez, tras lo cual recibía una marca para que no pudiera ser usado de nuevo. Únicamente podía ser cargada con un solo pasaje para ser usada una sola vez y devuelta al sistema.
- Tarjeta 2 Viajes: durante la etapa de Angelcom podía ser cargada con el costo de dos viajes, siendo retenida por el sistema al ser usada por segunda vez. Actualmente descontinuada.
- Tarjeta Capital: durante la etapa de Angelcom podía ser cargada con el costo de 10 o más viajes, siendo retenida por el sistema una vez finalizado el saldo. Esta tarjeta, de color azul funcionó hasta el año 2012 donde, con la implementación de las nuevas tarifas, cambió a Tarjeta Monedero. Hasta el 31 de julio de 2018 se pudo recargar la dicha tarjeta y dejó de funcionar el 1 de septiembre de 2018.
- Tarjeta Propia: Funcionó durante la etapa de Angelcom, fue renombrada como Tarjeta Cliente Frecuente en 2009. Funcionaba de manera similar a la Monedero, pero sin ser retenida por el sistema al acabar su saldo. Esta tarjeta, de color rojo, está marcada con el nombre y número de identificación del propietario, y permite ser bloqueada en caso de pérdida para no perder el saldo restante. Esta tarjeta tuvo un tiempo de expedición limitado y era necesario un trámite administrativo para ello.
- Tarjeta Monedero: De Angelcom permitía ser cargada con un valor de 50 pesos hasta 85000 pesos. Fue el reemplazo de la Tarjeta Capital a la cual se le recargaba por viajes. Descontinuada su venta desde el 25 de diciembre del 2014. Finalmente dejó de funcionar el 1 de septiembre de 2018.[36][37]
- Tarjeta Cliente Frecuente: Desarrollada por Angelcom, Desde el año 2009, se dio un nuevo impulso a la Tarjeta Propia, nombrándola como "Tarjeta Cliente Frecuente", para ello se cambió la metodología, ya que en ella se recarga dinero y no pasajes, descontándose el costo de cada pasaje al ser usado, eliminándose los trámites existentes para la expedición de la tarjeta y posibilitando su compra por un precio de 2.000 pesos colombianos, en cualquier taquilla del sistema. Al ser comprada esta tarjeta viene sin contenido precargado (o sea el valor que se paga es realmente la compra de la propiedad de la tarjeta, al igual que en la Tarjeta Propia), siendo necesario re-cargarla en una taquilla. Debido al concepto que utiliza esta tarjeta, se posibilita la existencia de puntos automáticos de recarga (de los cuales solo hay 4 permanentes y uno itinerante, por el momento), en los cuales el usuario puede recargar a la tarjeta dinero en billetes de las denominaciones de 1.000, 2.000, 5.000, 10.000 y 20.000 pesos colombianos, máximo hasta 75.000 pesos colombianos. Al igual que la Tarjeta Propia, la Tarjeta Cliente Frecuente se marca con el primer nombre y el primer apellido del usuario y puede ser bloqueada en caso de perdida, para recuperarse el saldo, en ella el número de cédula de ciudadanía de la persona y sus datos están grabados en el contenido de la tarjeta. Actualmente no está a la venta ni permite transbordos. Se descontinuó su uso desde el 1 de enero de 2019.[38]

## Controversias

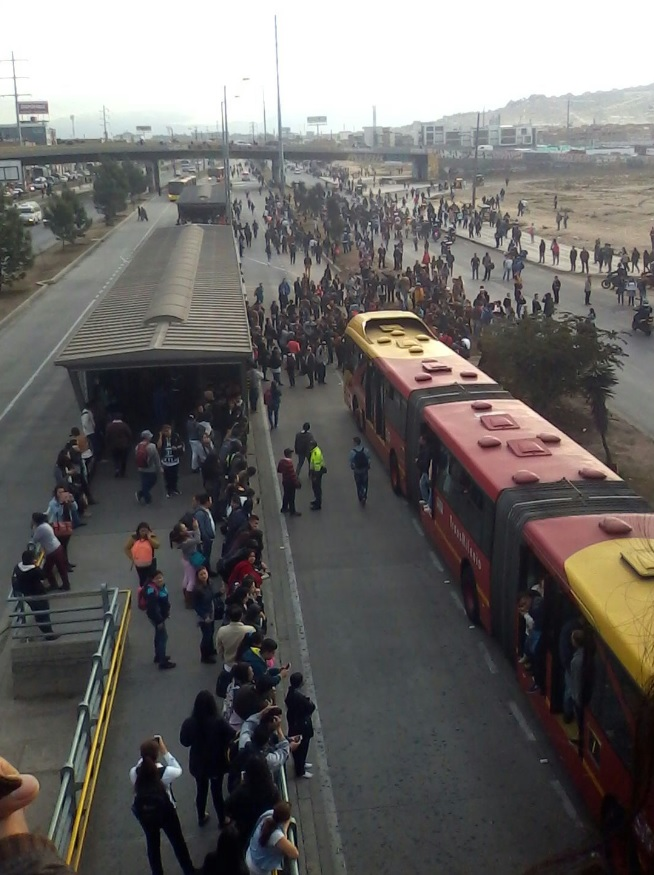
Protestas en la estación Terreros - Hospital C.V. el 12 de febrero del 2016.

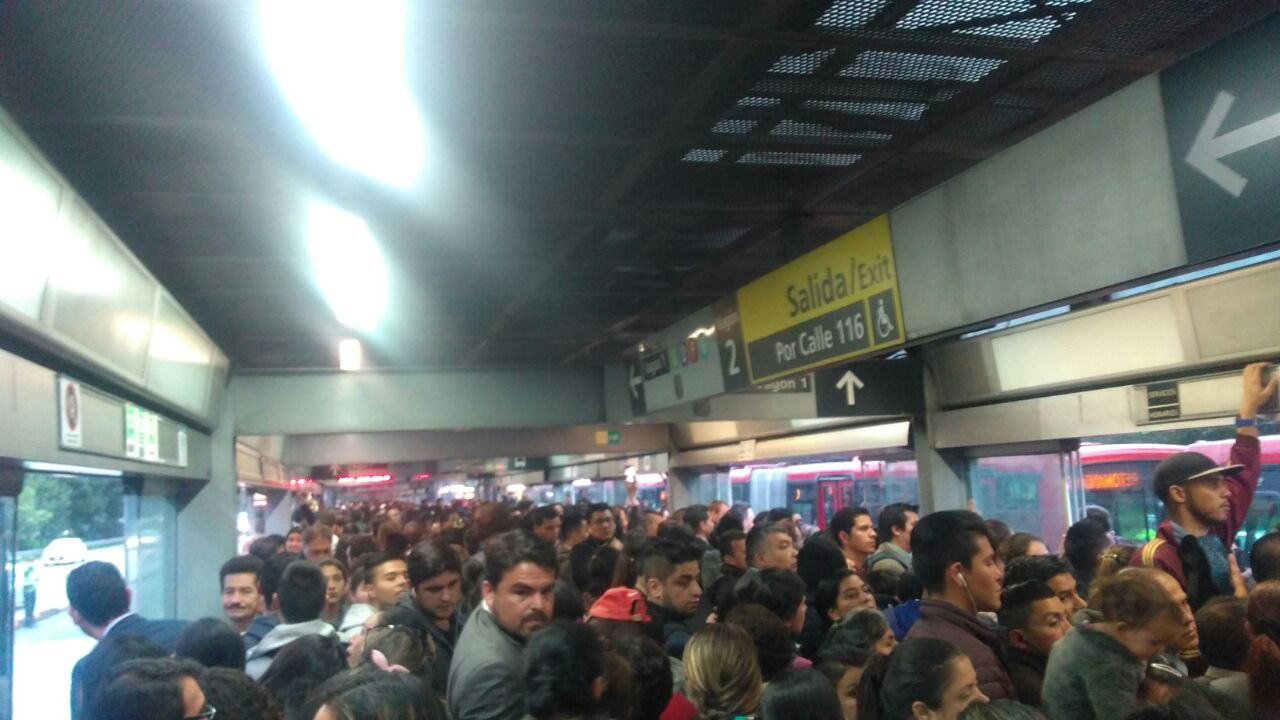
Estación Pepe Sierra en hora pico.

El sistema TransMilenio presentó un rápido deterioro de las losas de las vías por las cuales circulan los vehículos en la Avenida Caracas y la Autopista Norte. Según reveló un estudio de la Universidad Nacional de Colombia, dicho deterioro se dio al parecer por un error de la cementera mexicana Cemex en el diseño, lo que ha ocasionado que deban ser reparados los corredores viales del Eje Ambiental, la Avenida Caracas y la Autopista Norte, ocasionando sobrecostos y cierres de las estaciones no previstos. Hasta el mes de diciembre de 2007, el Instituto de Desarrollo Urbano (IDU) ha gastado en el arreglo de las losas deterioradas 17 mil millones de pesos. Por ello hubo un litigio jurídico, el cual concluyó con el embargo de una de las plantas de la cementera con el fin que le sean pagados al distrito los sobrecostos por el arreglo de las losas.
Otra de las frecuentes críticas que los usuarios señalan es que las estaciones y los vehículos permanecen llenos durante las horas pico e, incluso, en otros horarios. Esto puede atribuirse al tamaño y a la capacidad insuficiente de 160 personas de los autobuses articulados, ya que los trenes modernos en metros pueden llevar hasta mil pasajeros, mientras que los vehículos en el sistema de Curitiba tienen una capacidad para 270 pasajeros, pues son biarticulados. Igualmente este problema se atribuye a la poca frecuencia de las rutas, por lo que los usuarios deben esperar los buses más de lo debido.
El sistema TransMilenio ha llegado a ser considerado por muchos usuarios como inseguro por la alta cifra de colados que evade el pago de pasaje y robos en los buses, principalmente de teléfonos móviles, tarjetas bancarias, documentos, bolsos y billeteras, debido en parte a la congestión del sistema, algo que en convenio con la Policía Metropolitana de Bogotá se ha intentado solucionar por distintos medios, cómo la instalación de cámaras de seguridad en las estaciones y portales, pero aún falta por solucionar el problema dentro de los buses.
A finales de febrero de 2012 se presentaron fuertes protestas en diferentes avenidas por parte de los usuarios que se quejaron del mal servicio y tarifas demasiado altas. El alcalde Gustavo Petro afirmó que el sistema llegó a su límite, mientras que el gerente respondió que se necesitaba más inversión en el sistema. Artistas como Israel Tanenbaum han usado el humor y la música para criticar el sistema.

### Acoso sexual
Las usuarias del sistema han denunciado que durante las horas pico son víctima de todo tipo de abusos sexuales, según cifras de una encuesta de 2012 hecha por la Secretaría de la Mujer de 17 399 mujeres encuestadas el 64% dicen haber sido víctimas de alguna agresión sexual en el transporte público. Varias políticas se han propuesto para hacer frente a este problema, como crear buses exclusivos para las mujeres o un grupo especial de mujeres policía encubiertas, pero ninguna de ellas ha sido efectiva y este problema se sigue presentado. El sistema incluso ha sido calificado como el más peligroso del mundo para las mujeres.

### Buses dañados
Varios incidentes de los buses se han presentado durante su operación, se han reportado casos de buses que se incendian debido a problemas mecánicos, un bus que se partió en dos, y casos de buses a los cuales se les salen las llantas, llegando incluso a impactar a automóviles de otros carriles, así como reportes de los usuarios de goteras dentro de los buses. Además la mayoría de buses ha resultado vandalizado debido a las protestas que termina en disturbios.